# Unduloribates medusa
Unduloribates medusa är en kvalsterart som beskrevs av Piffl 1972. Unduloribates medusa ingår i släktet Unduloribates och familjen Unduloribatidae. Inga underarter finns listade i Catalogue of Life.